# سابیو کیئزه
سابیو کیئزه (به ایتالیایی: Sabbio Chiese) یک کومونه در ایتالیا است که در استان برشا واقع شده‌است. سابیو کیئزه ۱۸ کیلومتر مربع مساحت و ۱٬۹۸۲ نفر جمعیت دارد و ۲۷۷ متر بالاتر از سطح دریا واقع شده‌است.